# 町田恵里那
町田 恵里那（まちだ えりな、2004年10月22日 - ）は、日本のファッションモデル。埼玉県出身。元ボックスコーポレーション所属。

## 略歴
2016年12月22日、小学6年生で『第5回ニコ☆プチモデルオーディション』にてグランプリを受賞。2017年（平成29年）2月号より同誌専属モデルとしてデビューを果たした。
2017年8月号の沖縄ロケメンバーに選ばれ、同号の初表紙を飾った（高田凛、安村真奈、林芽亜里と共同）。。2017年10月、同誌初の書店イベントが兵庫県および大阪府で開かれ、町田と阿部ここはによるトークショーなどが催された。
2018年4月29日、東京・有明TFTホールにて開催された『プチ☆コレ8』をもって、『ニコ☆プチ』（新潮社）専属モデルを卒業した。同イベントのオープニングムービーでは、「ニコ☆プチ戦隊オシャレンジャー」メンバーを演じた。
同年6月1日、『nicola』（新潮社）7月号より同誌専属モデルとしてデビューを果たした。同号では、ハワイロケメンバーに選ばれた。
2019年11月1日、『nicola』12月号で初表紙を飾った（若林真帆、深尾あむと共同）。
2020年、ラブトキシックのイメージモデルに就任する。

## 人物
- 「ニコ☆プチ」は、学用品のブランド「ニコ☆プチスクール」を展開しており、町田もJENNIとのコラボ商品のモデルをしていた[14]。
- 『ワイドナショー』収録の際にとても緊張し、放送を視聴した時も緊張した[15][16]。
- カラーコンタクトレンズは使用していない。しかしながら、装着中かを問われることが多い[17]。
- 埼玉県民であることから興味を持った『翔んで埼玉』を観る。同映画で初めて埼玉ポーズを知った[18]。
- バトントワリングが趣味[1]。

## 出演

### 広告
- ナルミヤ・インターナショナル ラブトキシック（2020年） - イメージモデル[13]

## 書籍

### 雑誌
- ニコ☆プチ（2017年2月号 - 2018年6月号、新潮社） - 専属モデル[4][19]
- nicola（2018年7月号 - 、新潮社） - 専属モデル[1][20][21]